# Stasimopus robertsi
Stasimopus robertsi là một loài nhện trong họ Ctenizidae. S. robertsi được miêu tả năm 1910 bởi J. Hewitt.

## Hình ảnh

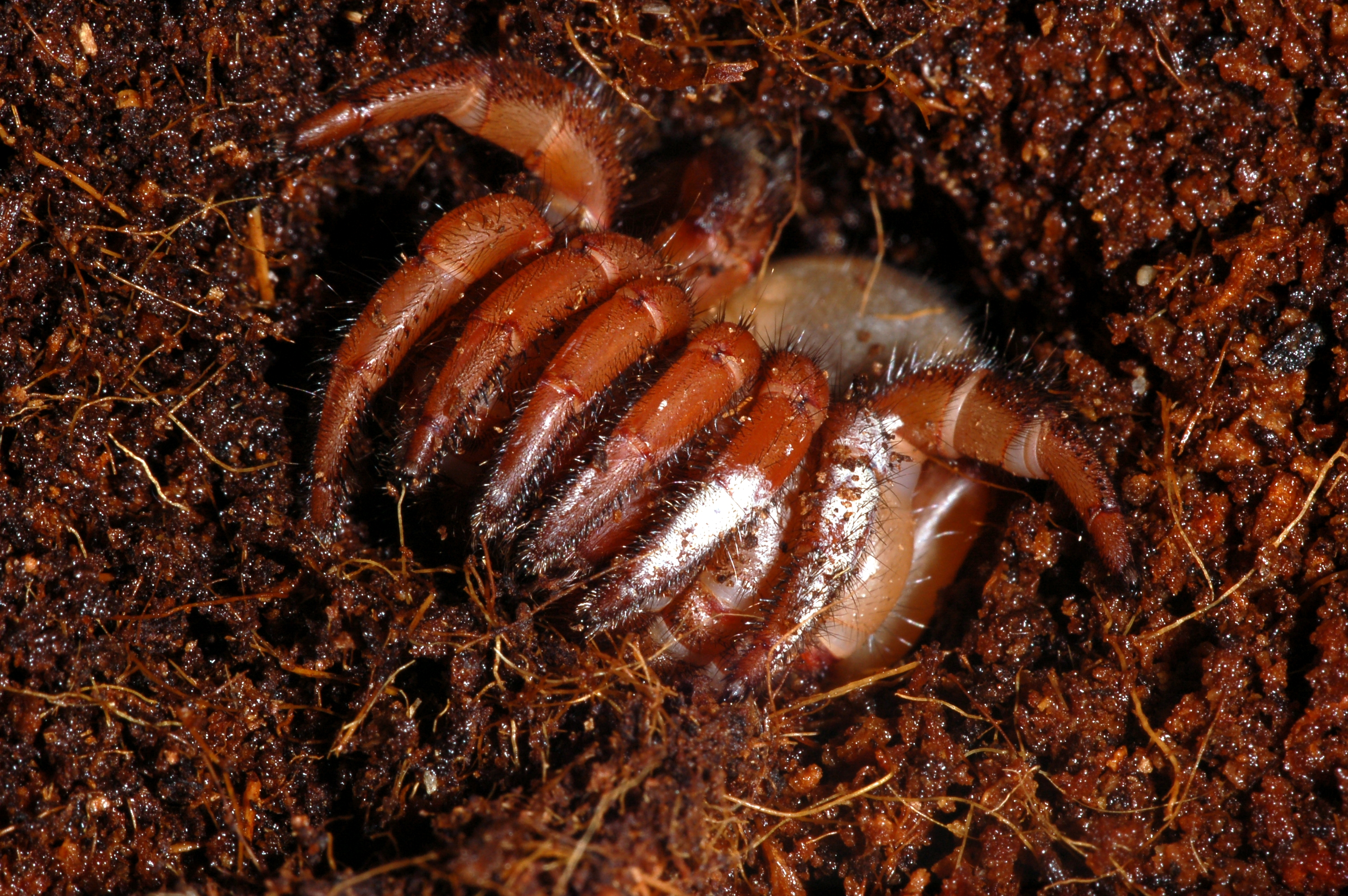